# Эр-Райян (футбольный клуб)
«Эр-Райян» (араб. نادي الريان‎) — катарский профессиональный футбольный клуб из города Эр-Райян. «Эр-Райян» является спортивным обществом, включающим много команд из разных видов спорта: футбол, баскетбол, волейбол, гандбол и настольный теннис.
Клуб был основан в 1967 году после слияния команд «Райян» и «Нусур». Свои домашние матчи клуб принимает на стадионе «Ахмед бин Али», который располагается в городе Эр-Райян. Клубными цветами клуба являются красный и чёрный. Клуб имеет среди фанатов прозвище «Al-Raheeb», что означает «ужасный».

## Достижения
- Чемпионат Катара:

Чемпион (8): 1975/76, 1977/78, 1981/82, 1983/84, 1985/86, 1989/90, 1994/95, 2015/16
Вице-чемпион (1): 2004/05
- Кубок эмира Катара:

Победитель (6): 1999, 2004, 2006, 2010, 2011, 2013
Финалист (8): 1973, 1977, 1991, 1992, 1996, 1997, 2000, 2009
- Кубок Наследного принца Катара:

Победитель (4): 1995, 1996, 2001, 2012
Финалист (3): 1997, 2000, 2009
- Кубок шейха Яссима:

Победитель (5): 1992 , 2000, 2012, 2013, 2018
Финалист: 2008

## Участие в азиатских кубках
- Лига Чемпионов АФК: 2 участия

2005: Групповой этап
2007: Групповой этап
- Клубный чемпионат Азии: 4 участия

1986: Квалификационный раунд
1992: 3 место
1997: Групповой этап
1998: Второй раунд
- Кубок обладателей кубков Азии: 1 участия

1999/00: Второй раунд

## Текущий состав
| №  |             | Поз. | Имя               | Год рождения |
| -- | ----------- | ---- | ----------------- | ------------ |
| 1  | Флаг Катара | Вр   | Сауд аль-Хаири    | 1985         |
| 2  | Флаг Катара | Защ  | Абдул Гафур Мурад | 1989         |
| 3  | Флаг Японии | Защ  | Сёго Танигути     | 1991         |
| 4  | Флаг Катара | ПЗ   | Хамад аль-Абеди   | 1985         |
| 8  | Флаг Катара | ПЗ   | Абдулла Афифа     | 1991         |
| 12 | Флаг Катара | Защ  | Хамид Исмаил      | 1990         |

| №  |             | Поз. | Имя              | Год рождения |
| -- | ----------- | ---- | ---------------- | ------------ |
| 17 | Флаг Катара | ПЗ   | Даниэль Гуму     | 1990         |
| 18 | Флаг Катара | Защ  | Сайяф аль-Корби  | 1991         |
| 20 | Флаг Катара | Нап  | Яралла аль-Марри | 1988         |
| 24 | Флаг Катара | Защ  | Муса Арун        | 1986         |
| 30 | Флаг Катара | Вр   | Омар Бари        | 1986         |

## Тренеры
- Рене Симоэш (1990—1993)
- Йорген Ларсен (1994—1995, 1999—2000)
- Бенни Юхансен (1995—1997)
- Антоний Пехничек (1997)
- Роалд Поульсен (1998—1999)
- Жан Кастанеда (2002—2004)
- Луис Фернандес (2005)
- Рабах Маджер (2005—2006)
- Пьер Лешантр (2006—2007)
- Пауло Аутуори (2007—2009, 2009—2011)
- Маркос Пакета (2009)
- Диего Агирре (2011—2013, 2014, 2019—2020)
- Маноло Хименес (2013—2015)
- Хорхе Фоссати (2015—2016)
- Микаэль Лаудруп(2016—2018)
- Родольфо Арруабаррена (2018)
- Бюлент Уйгун (2018—2019)
- Жилсон де Соуза (2019)
- Фабио Сезар (2020, и. о.)
- Лоран Блан (2020—2022)
- Николас Кордова (2022—2023)
- Леонарду Жардим (2023—н.в.)